# مقتل هارامبي
قتل هارامبي، في 28 مايو 2016، تسلق طفل عمره ثلاث سنوات سياج حظيرة الغوريلا هارامبي في حديقة حيوان سينسيناتي والحديقة النباتية، فأمسك هارامبي بالطفل، وسحبه إلى الداخل. هارامبي، كان أحد غوريلات السهول الغربية البالغ من العمر 17 سنة، وخوفاً على حياة ذلك الطفل، أطلق أحد عمال حديقة الحيوان النار عليه وقتله، تلك الحادثة تم تسجيلها في فيديو وتلقت تغطية وتعليقات دولية واسعة، بما في ذلك جدال حول خيارات قتل هارامبي.